# 市街化調整区域
市街化調整区域（しがいかちょうせいくいき）とは、都市計画法（第7条第3項）に基づき、都市計画区域について、無秩序な市街化を防止し、計画的な市街化を図るため必要があるときに定める区域区分のうち、市街化を抑制すべき区域として定める区域である。

## 概要
都市計画法の定義としては、「市街化を抑制すべき区域」とされる。
この区域では、開発行為は原則として行われず、都市施設の整備も原則として行われない。つまり、新たに建築物を建てたり、増築することを極力抑える地域となる。ただし、一定の農林水産業施設や、公益上必要な施設、公的機関による土地区画整理事業などによる開発行為等は可能である。また、既存建築物の建替については、一定の範囲までは許可を要しない場合が多い。
なお、市街化調整区域と対をなす市街化区域と市街化調整区域とからなる区域区分を定める際には、農林漁業との健全な調和を図る観点などから、十分に関係担当部局との間で協議が行われたうえで、市街化調整区域が定められている。市街化調整区域は、国土の約10.3%を占めている。
一般に都道府県は都市計画区域について、都市計画に市街化区域と市街化調整区域との区分を定めることができると規定されているが、政令指定都市は区域区分を定めなければならないとされている。市街化調整区域では市街化を抑制するため、原則として用途地域を定めない。
なお市街化調整区域のうち、土地区画整理事業などにより計画的な市街地整備を行う準備が整った段階で市街化区域に編入できる区域として、特定保留区域を設ける場合がある。
2001年（平成13年）5月18日に施行された改正都市計画法により、自治体によって市街化調整区域での建築要件が緩和されているところもあり、条例に則って市街化調整区域に住宅を建てているケースもある。

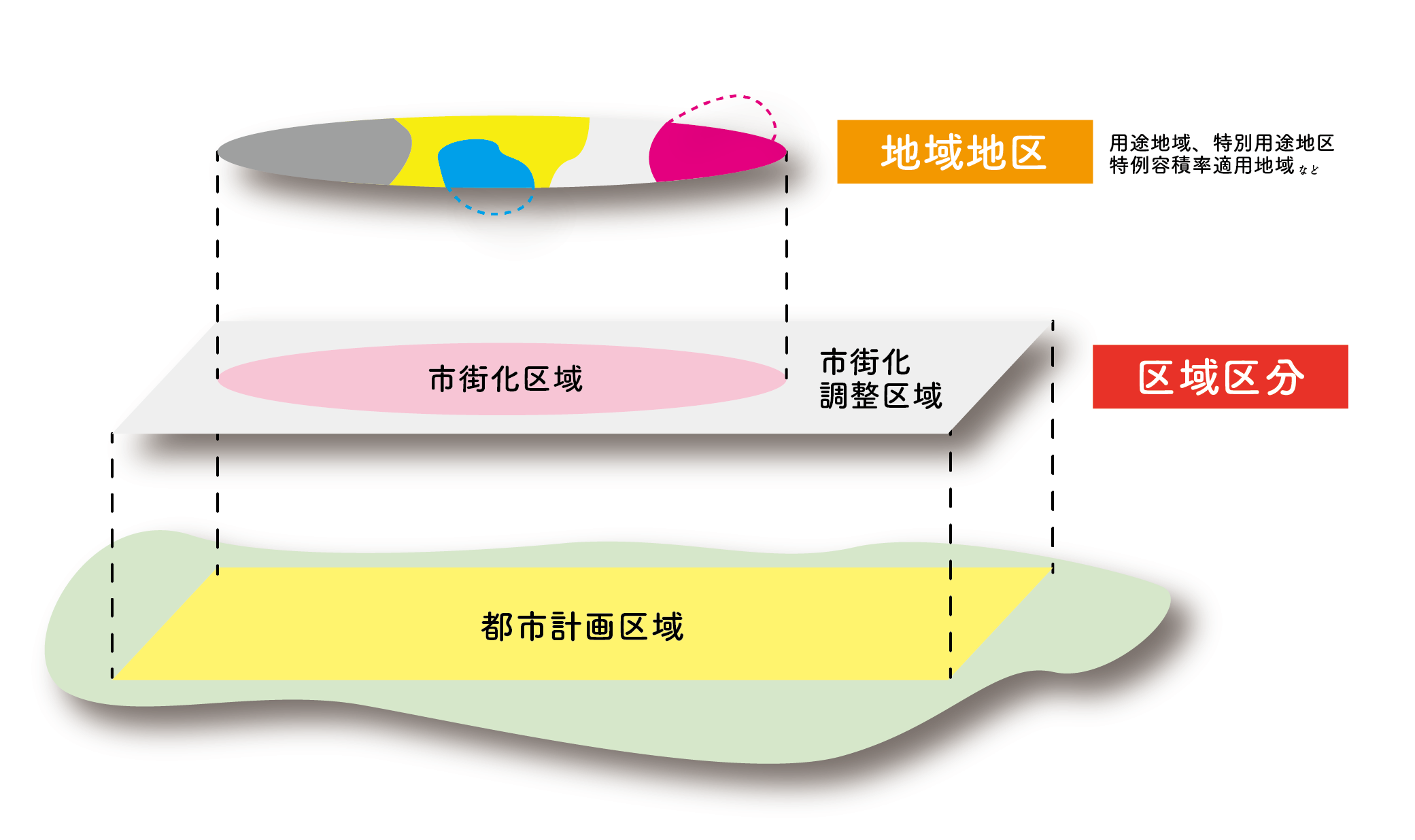
都市計画法制の概要図

## 市街化調整区域の特則
- 規模の大小にかかわらず、開発行為を行おうとする者は、原則として都道府県知事から開発許可を受けなければならない。開発許可を受けている場所以外では、都道府県知事の許可を受けなければ建築物の新築、第一種特定工作物の新設をしてはならない。また、建築物の改築、用途変更により、農林漁業用建築物・公益上必要な建築物以外の建築物にしてはならない。ただし、開発許可が不要な場合は、知事の許可も不要である。
- 建築物を新築や増改築移転（増改築移転部分の床面積が10平方メートル以内のものを除く）をしようとする者は、特定行政庁に申請して建築確認を受けなければならない（市街化区域・市街化調整区域共通）。
- 地区整備計画において、容積率の最低限度、建築物の建築面積の最低限度、高さの限度を定めることはできない。
- 5000平方メートル以上の土地取引については、国土利用計画法に基づく届出を行わなければならない。
- 開発許可を受けているもの等である場合を除き、公正競争規約により土地取引の広告をする際には、「市街化調整区域。宅地の造成および建物の建築はできません」と16ポイント以上の文字で表示しなければならない。ただし、新聞・雑誌広告ではこの規制はない。
- 都市計画法第34条では市街化調整区域における開発行為については規定しているが、既存建築物の利用方法については明記されていない。例えば既存住宅の賃貸利用については、茨城県那珂市のように要件を満たせば専用住宅として賃貸利用可能となる例や、そもそも賃貸利用については特に規定・制限していない自治体も多く存在する。地方の市街化調整区域においては人口減少と空き家の増加が深刻な課題となっており、地域コミュニティの維持の観点から、空き家の賃貸利用やその他の利活用方法については議論が重ねられている。